# Cetatea dacică de la Băleni-Români
Este o fortificație dacică situată pe teritoriul României.